# Szarlatan (film)
Szarlatan (cz. Šarlatán) – czesko-polsko-irlandzko-słowacki dramat biograficzny z 2020 roku w reżyserii Agnieszki Holland. 
Obraz miał swą światową premierę w ramach pokazów pozakonkursowych na 70. MFF w Berlinie, z nominacją do głównej nagrody za najlepszy film fabularny. W filmie aktorsko wystąpiły trzy osoby z rodziny Trojanów – ojciec wraz z dwoma synami (Františkiem i Josefem). 

## Treść[2]
Fabułę filmu swobodnie oparto na biografii Jana Mikoláška (1887–1973), znanego czeskiego zielarza i uzdrowiciela. 
Zapoczątkowana impresyjną sceną śmierci prezydenta Zápotocký’ego, fabuła przechodzi do następującego potem aresztowania tytułowego bohatera, który w więziennych warunkach wspomina ważniejsze zdarzenia swego życia. Początki swojej kariery „znachora” zawdzięczał praktyce odbywanej w młodości u poważanej zielarki Mühlbacherovej. Posiadł wtedy doskonałą znajomość leczniczych właściwości roślin i umiejętność stawiania niezwykle trafnych diagnoz na podstawie dostarczanych próbek moczu. Będąc człowiekiem wierzącym, oprócz nabytej wiedzy kierował się również intuicją. Jego proste metody leczenia pacjentów polegały nie tylko na stosowaniu sprawdzonych mieszanek leków ziołowych, lecz też na zaleceniach zmiany trybu życia i nawyków żywieniowych. Oprócz ubogiej ludności wiejskiej z jego umiejętności korzystali ludzie wpływowi i znani, także podczas okupacji niemieckiej. W ciągu pracowitego życia zyskał sławę i majątek pomagając niezliczonym chorym, często bezinteresownie. Nigdy się nie ożenił; w filmie wyjaśnia to wątek homoseksualnego związku łączącego Mikoláška z jego najbliższym współpracownikiem, słowackim asystentem Františkiem Palko. Żył w stosunkowo dobrych warunkach, ciesząc się względnym dobrobytem nawet po powojennym przejęciu władzy przez czeskich komunistów, co w końcu ściągnęło na niego zawistną krytykę, a później stało się powodem oficjalnej propagandowej nagonki. Po śmierci głowy państwa – jednego z jego pacjentów, pozbawiony odgórnej protekcji partyjnej, staje pod koniec życia przed komunistycznym sądem, zmuszony bronić się przed sfingowanym oskarżeniem o trucicielstwo. W sytuacji zagrożenia najwyższym wyrokiem, zrzuconą na siebie winę milcząco przyjmuje aresztowany z nim Palko…

## Obsada
| - Ivan Trojan – uzdrowiciel Jan Mikolášek - Juraj Loj – František Palko, jego asystent - Josef Trojan – młody Mikolášek - Jaroslava Pokorná – zielarka Mühlbacherová - Jiří Černý – mec. Jan Zlatohlávek, obrońca z urzędu - Miroslav Hanuš – śledczy - Václav Kopta – sędzia - Daniela Voráčková – Johana, siostra Jana - František Trojan – Alois, brat Jana - Melika Yildiz – młoda Johana - Martin Myšička – ojciec Jana | - Jana Olhová – matka Františka - Jana Kvantíková – żona Františka - Ladislav Kolář – prezydent Zápotocký - Igor Bareš – prof. Kajtl, chirurg - Joachim Paul Assböck – Fritz Kiesewetter, szef SD - Jiři Olmer – prof. Hienke z Berlina - Petr Kohlert – dr Wein z Berlina - Bernhard Schütz – dr Ullrich z Berlina - Jan Novotný – prokurator - Claudia Vašeková – niemiecka tłumaczka - Jan Vlasák – dozorca Mikoláška - Jan Budař – urzędnik Mrázek, pacjent |

## Nagrody i wyróżnienia
Europejska Nagroda Filmowa 2020 – nominacja dla najlepszego europejskiego reżysera roku dla Agnieszki Holland
Lubuskie Lato Filmowe 2020
- Srebrne Grono – dla Agnieszki Holland

Nagrody czeskiej krytyki filmowej 2020
- Najlepsza reżyseria (Agnieszka Holland)
- Najlepsza rola męska (Ivan Trojan)

Nagrody Czeskiego Lwa 2021 – nominacje do łącznie 14 nagród; uzyskanych 5 nagród:
- Najlepszy film (Šárka Cimbalová i Kevan Van Thompson)
- Najlepsza reżyseria (Agnieszka Holland)
- Najlepszy aktor pierwszoplanowy (Ivan Trojan)
- Najlepsze zdjęcia (Martin Štrba)
- Najlepszy dźwięk (Radim Hladík junior)

Polska Nagroda Filmowa (Orzeł) 2021
- Najlepszy film (Agnieszka Holland)
- Najlepsza reżyseria (Agnieszka Holland)
- Najlepszy scenariusz (Marek Epstein)
- Najlepsza główna rola męska (Ivan Trojan)
- Najlepsze kostiumy (Katarina Bieliková)